# Lützow (Alemanha)
Lützow é um município da Alemanha localizado no distrito de Nordwestmecklenburg, estado de Mecklemburgo-Pomerânia Ocidental.
É membro e sede do Amt de Lützow-Lübstorf.